# Ralph Beard
Ralph Milton Beard jr. (Hardinsburg, 2 dicembre 1927 – Louisville, 29 novembre 2007) è stato un cestista statunitense, professionista nella NBA.

## Caratteristiche tecniche
Guardia di 180 cm per 79 kg, era un realizzatore e assistman dotato di gran velocità.

## Carriera

### Stella della NCAA e campione olimpico
A livello universitario fece parte dei famosi Fab Five di Kentucky, guidati da coach Adolph Rupp (insieme ad Alex Groza, Wah Wah Jones, Cliff Barker e Kenny Rollins), che si aggiudicarono due titoli nazionali, nel 1948 e nel 1949.
Tra i due titoli universitari, Beard si aggiudicò anche la medaglia d'oro con la nazionale statunitense ai Giochi olimpici di Londra 1948.

### La NBA a Indianapolis
Venne scelto al secondo giro del draft BAA 1949 dai Chicago Stags, ma nelle vicende che seguirono la scomparsa degli Indianapolis Jets, Beard e altri giocatori di Kentucky vennero aggregati ad una nuova formazione di Indianapolis: gli Olympians.
Nella stagione 1949-50, con il compagno Cliff Barker come allenatore-giocatore, si mise subito in luce: venne inserito nel secondo quintetto della lega e la squadra vinse la Western Division, perdendo però nei play-off contro gli Anderson Packers.
Nella stagione seguente i risultati peggiorarono e Barker fu sostituito, come coach, da Wah Wah Jones per l'ultima parte del campionato. Beard fece comunque parte del primo quintetto della lega e fu convocato per l'All-Star Game (il primo tenuto dalla NBA).

### Lo scandalo e la radiazione dalla NBA
La sua carriera si interruppe bruscamente nell'autunno del 1951, quando insieme ad altri ex-compagni di squadra a Kentucky, venne accusato di avere intascato del denaro per pilotare lo scarto di alcune partite di college. Lo scandalo si ingigantì rapidamente, coinvolgendo altri giocatori e altri atenei. Quando, nel 1952, Beard ammise di aver ricevuto dei soldi, il commissioner Maurice Podoloff lo radiò dalla NBA.
A parte dei saltuari incarichi come scout dei Kentucky Colonels della ABA, non ritornò più nel mondo della pallacanestro.
Morì a pochi giorni dal suo 80º compleanno, nel 2007, a Louisville.

## Palmarès
- 2 volte campione NCAA (1948, 1949)
- Campione NIT (1946)
- 2 volte NCAA AP All-America First Team (1948, 1949)
- All-NBA Team: 2

First Team: 1951
Second Team: 1950
- NBA All-Star (1951)